# Глубокая Долина (Хорольский район)
Глубокая Долина (укр. Глибока Долина) — село,
Староаврамовский сельский совет,
Хорольский район,
Полтавская область,
Украина.
Код КОАТУУ — 5324885405. Население по переписи 2001 года составляло 129 человек.

## Географическое положение
Село Глубокая Долина находится на берегу безымянной речушки,
выше по течению на расстоянии в 2 км расположено село Радьки,
ниже по течению на расстоянии в 2,5 км расположено село Пристань.
На расстоянии в 2 км расположен город Хорол.
К юго-западу от села расположено заповедное урочище «Довжек».

## История
Село указано на специальной карте Западной части России Шуберта 1826-1840 годов 